# First Tractor Works Auto Sub-Works
First Tractor Works Auto Sub-Works war ein Hersteller von Automobilen aus der Volksrepublik China.

## Unternehmensgeschichte
Das Unternehmen aus Liuzhou gehörte zum Traktoren- und Lkw-Hersteller First Tractor Works. 1991 begann die Produktion von Automobilen. Die Markennamen lauteten Dongfanghong und Yituo. 1994 endete die Produktion.

## Fahrzeuge

### Markenname Dongfanghong
Der LT 6390 war eine Limousine und der LT 5010 JF ein Kombi. Beide boten Platz für fünf Personen. Die Basis bildete ein Fahrgestell von Haerbin. Der Motor hatte 797 cm³ Hubraum.

### Markenname Yituo
Die Modelle LT 5022 als Limousine und LT 5021 als Kombi waren von einem Modell von FSO inspiriert. Der Vierzylindermotor mit 1520 cm³ Hubraum und 64 PS Leistung stammte von Beijing Internal Combustion Engine Factory.